# Trompenburgh
Trompenburgh es una casa señorial del siglo XVII situada en la población de 's-Graveland, en la provincia de Holanda Septentrional, Países Bajos, Fue proyectada por Daniel Stalpaert para el almirante Cornelis Tromp, uno de los héroes navales de la República Holandesa. La casa se encuentra casi completamente rodeada de agua y fue construida para parecerse a un barco, incluso con cubierta y las barandillas.

## Historia
Antes de la actual ya existió otra casa de recreo en este emplazamiento construida para Andries Bicker, en 1636. A través de herencias llegó a la viuda de Van Hellemont Raephorst quien volvió a casarse en 25 de enero de 1667 con el almirante Cornelis Tromp, hijo del también almirante Maarten Tromp. 
La casa fue saqueada y destruida por los franceses en 1672, durante la guerra franco-neerlandesa. Entre 1675 y 1684 la reconstruyó Cornelis Tromp, que la denominó Syllisburg, por uno de los títulos que ostentaba.  
Alrededor de 1720, Jacob Roeters entró en posesión de la finca, le cambió el nombre por Trompenburg e hizo colocar en 1725 una placa dorada sobre la entrada con una oda de Gerard Brandt en memoria de Tromp.